# Monte Frizzon
Il Monte Frizzon (1248 m s.l.m.) è una montagna dell'altopiano dei Sette Comuni che si trova nel comune di Enego.

## Frizzon
Ai piedi dell'omonima montagna si trova la località di Frizzon (980 m s.l.m.), situata a circa 3 km a nord-est dell’abitato di Enego. Un tempo abitata stabilmente, la frazione è oggi frequentata prevalentemente durante il periodo estivo e nei fine settimana invernali. Al centro dell’abitato sorge una chiesetta votiva, costruita nel 1834 come ex voto degli abitanti a seguito di un’epidemia di colera, attribuendone la cessazione all’intercessione della Madonna di Monte Berico. La chiesa conserva inoltre una lapide commemorativa con i nomi dei soldati del luogo caduti o dispersi durante la Campagna di Russia.
L’area fu coinvolta anche nei combattimenti della prima guerra mondiale, data la vicinanza al fronte e al confine con l’attuale provincia autonoma di Trento. Dal nucleo di Frizzon si diramano diversi sentieri escursionistici, tra cui il Sentiero dei Cippi, che segue antichi segni di confine, e il Sentiero Natura, a carattere naturalistico e didattico. La località si affaccia sul versante sud-orientale dell’Altopiano dei Sette Comuni, in posizione dominante rispetto al Canale di Brenta.